# Mihály Farkas
Mihály Farkas, właśc. Mihály Wolf (ur. 18 lipca 1904 w Abaújszántó, zm. 6 grudnia 1965 w Budapeszcie) – węgierski polityk komunistyczny żydowskiego pochodzenia, minister obrony narodowej w latach 1948–1953.
Od 1930 działał w ruchu komunistycznym, m.in. w Koszycach i Pradze, brał udział w wojnie domowej w Hiszpanii 1936-1939, po czym przeniósł się do ZSRR. W grudniu 1944 wrócił na Węgry, w maju 1945 został członkiem KC Komunistycznej Partii Węgier (KPW), potem sekretarzem KC. Od 1945 podsekretarz spraw wewnętrznych, od 1946 szef Komitetu Organizacyjnego KPW, brał udział w przejmowaniu władzy przez komunistów na Węgrzech w 1947. Od 9 września 1948 do 2 lipca 1953 minister obrony narodowej, współodpowiedzialny za terror i represje wobec społeczeństwa węgierskiego w okresie rządów Rakosiego. Na początku lat 50. był faktycznie czwartą osobą w partii i państwie obok Rakosiego, Ernő Gerő i Józsefa Révai’a. W 1956 wydalony z partii i uwięziony. Zwolniony w 1961.
Jego syn Vladimir był pułkownikiem Államvédelmi Hatóság w latach stalinowskich.